# Кохмаюри
Кохмаюри — река на острове Парамушир в России.
Общая протяжённость реки составляет — 14 км. Площадь её водосборного бассейна насчитывает 36,7 км². Общее направление течения с юго-востока на северо-запад. Впадает в Охотское море.

## Данные водного реестра
По данным государственного водного реестра России относится к Амурскому бассейновому округу.
Код водного объекта 20050000312118300010607